# Stan Lee's Verticus
Stan Lee's Verticus est un jeu vidéo d'action développé et édité par Moonshark, sorti en 2012 sur iOS.
Pour le jeu, Moonshark s'est associé au créateur de comics Stan Lee.

## Système de jeu
Le joueur incarne le super-héros héros Verticus dans sa lutte contre une invasion extra-terrestre. Il est présenté en vue de dos. Le jeu alterne phase de vol et de chute dans des niveaux infinis. Le gameplay rappelle celui de AaaaaAAaaaAAAaaAAAAaAAAAA!!! - A Reckless Disregard for Gravity.

## Accueil
- Gamezebo : 3,5/5[2]
- Pocket Gamer : 8/10[1]